# Isla Hooker
La isla Hooker (en ruso: остров Гукера; Ostrov Gukera) es una de las islas más importantes de la Tierra de Francisco José. Se ubica en la zona central del archipiélago y está deshabitada. Es dependiente del óblast de Arcángel. 
El punto más alto en la isla Hooker tiene 576 m s. n. m. Hay un río en una sección de la isla sin glaciares conocido como río Helena.
El cabo noroccidental de la isla Hooker, Mys Alberta Markgama, recibe su nombre en memoria de sir Albert Hastings Markham; el cabo nororiental se llama Mys Lyuis Pul y el cabo más al oeste, es Mys Dandy; el extremo suroeste es Mys Ugol'nyy y el cabo más al sur, Mys Sesil Kharmswort. 
En el lado occidental de la isla Hooker hay una bahía en una zona sin glaciares, bahía Tijaya (Бухта Тихая, 80°20′N 52°47′E / 80.333, 52.783). Una gran colonia de aves marinas existe cerca de la bahía Tijaya en Skala Rubini (Скала Рубини, roca Rubini, 80°18′N 52°50′E / 80.300, 52.833), una formación rocosa espectacular en la orilla de la isla Hooker. Este lugar es el hogar de muchas aves.

## Historia
En 1879, el barco de investigación holandés Willem Barents llegó a Tierra de Francisco José, comandado por el explorador polar De Bruyne. La tripulación del barco ha estado realizando trabajos hidrológicos en la zona del mar de Barents durante varias temporadas seguidas. Durante su exploración del archipiélago, De Bruyne descubrió una isla que no estaba en el mapa de Julius Payer, el descubridor de Tierra de Francisco José. La isla recibió su nombre del famoso botánico inglés Joseph Dalton Hooker.
La isla Hooker fue visitada al año siguiente por la expedición de 1880 a la Tierra de Francisco José dirigida por Benjamin Leigh Smith.: 131   Recibe su nombre por el naturalista británico sir Joseph Dalton Hooker quien fue con la expedición de James Clark Ross en los barcos HMS Erebus y HMSTerror hasta la Antártida en 1839.
En la isla Hooker se han encontrado restos de un plesiosauro (Peloneustes philarchus) y también astas de caribú, sugiriendo que las manadas habrían llegado aquí alrededor de hace 1300 años durante un período en que el clima era más cálido.
La bahía Tijaya fue el lugar de una importante base para expediciones polares, y la ubicación de una estación meteorológica desde 1929 hasta 1963. Hay otra bahía en el sur de la isla llamada Zaliv Makarova y otra en el este conocida como Ledn. Eleniy.
La isla fue visitada por la aeronave Graf Zeppelin en julio de 1931 durante una señalada investigación aérea. El personal alemán quedó atrapada aquí desde 1941 hasta 1945 durante la Segunda Guerra Mundial. Existen un cementerio y dos edificios modernos.

## Islas próximas
- isla Leigh-Smith (Ostrov Li-Smita, Остров Ли-Смита), al este de la isla Hooker, separada de ella por un amplio estrecho de 6 km llamado Proliv Smitsona. Tiene 14 km de largo y una anchura máxima de 6,5 km. El punto más alto de la isla es 309 m y su superficie está totalmente cubierta por glaciares excepto por una pequeña zona en su punto más al norte y otro alrededor de Mys Bitterburga, el cabo más al sur. Esta isla recibe su nombre del marino británico y explorador Benjamin Leigh Smith.
- isla Royal Society (Остров Королевского Обшчества),  isla pequeña al oeste del extremo norte de la isla Leigh-Smith, aguas afuera de la orilla noreste de la isla Hooker, nombrada en reconocimiento de la Royal Geographical Society 80°16′N 53°44′E / 80.267, 53.733). Tiene 6 km de largo y tiene una anchura máxima de 2,5 km.
- isla Scott-Keltie (Ostrov Skott-Kyelti, Остров Скотт-Келти), es una isla aguas afuera de la Bujta Tíjaya (Bahía Tíjaya), en el noroeste de la isla Hooker, cuyo punto más alto está a 64 m. Esta isla recibió su nombre por sir John Scott Keltie (1840-1927), geógrafo escocés.
- isla Eaton (Ostrov Iton, Остров Итон),  es una pequeña isla, de 3 km de largo que queda a 10 km al oeste de la isla Scott-Keltie. Esta isla aparece como Ostrov Itol en muchos mapas rusos. La isla Eaton recibe su nombre del científico británico rev. Alfred Edvin Eaton (1844-1929), quien estudió la flora y fauna árticas y viajó a Svalbard y Kerguelen.
- isla Newton (Ostrov Niutona, Остров Ньютона), una pequeña isla ubicada a 11 km hacia el sur desde la orilla meridional de la isla Hooker, nombrada en honor de sir Isaac Newton.
- isla May (Ostrov Mey, Остров Мей), es una pequeña isla doble que queda 5 km de las orillas suroeste de la isla Hooker.
- islas Etheridge (Ostrova Eteridzh, Острова Этеридж), son un grupo de dos pequeños islotes ubicados alrededor de 6 km al oeste de la isla May. Estas islas recibieron su nombre en honor del científico estadounidense Richard Emmett Etheridge quien estudió la paleontología de las costas de las tierras árticas visitadas por la expedición británica bajo el capitán sir George Nares.